# Myriam Baverel

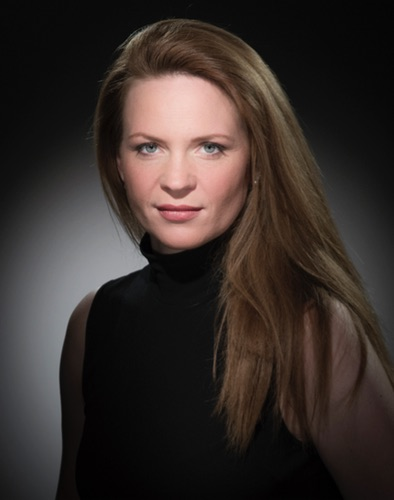
Myriam Baverel

Myriam Baverel, född den 14 januari 1981, är en fransk taekwondoutövare.
Hon tog OS-silver i tungviktsklassen i samband med de olympiska taekwondo-turneringarna 2004 i Aten.